# Phoenixparken

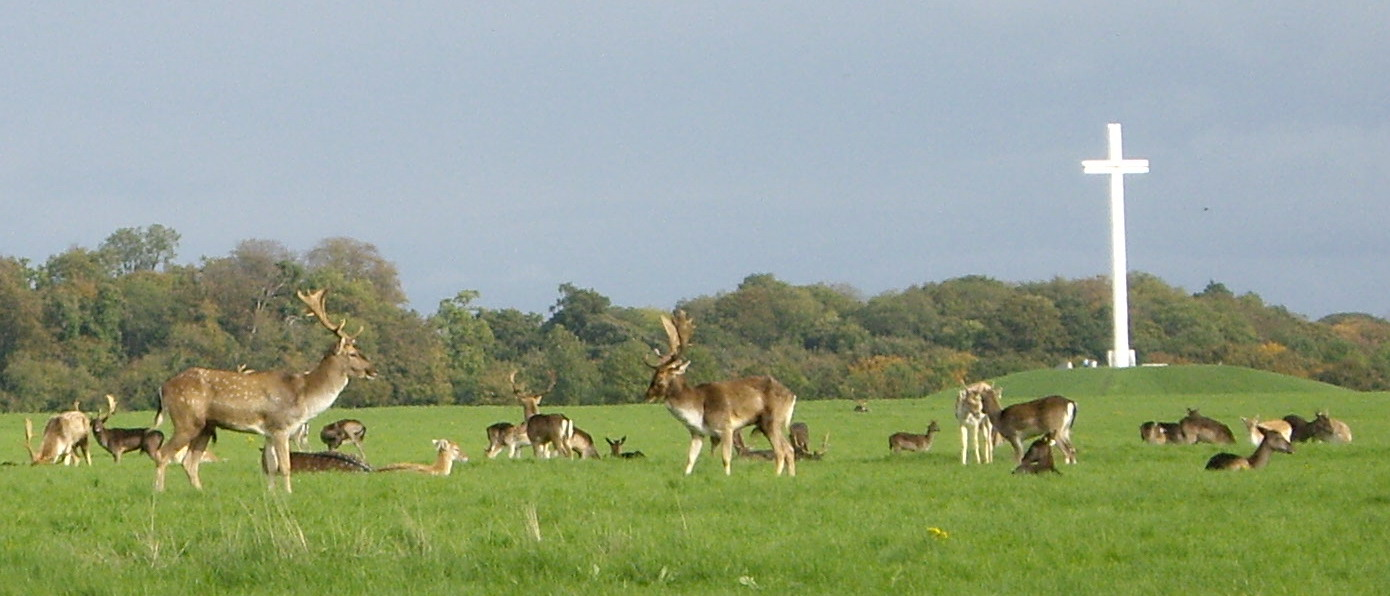
Hjortdjur i parken

Phoenixparken, engelska The Phoenix Park, är den största parken i Dublin och Europas största stadspark. Den är över 800 hektar stor.